# Voivodeni, Arad
Voivodeni este un sat în comuna Bârsa din județul Arad, Crișana, România.